# Liste der Motorsport-Rennstrecken
Dies ist eine Liste von aktuellen und ehemaligen Motorsport-Rennstrecken, sortiert nach Kontinenten, Ländern und unterschiedlichen Streckenbelägen. Während Rundstrecken in der Regel asphaltiert oder heutzutage weit seltener betoniert sind, befinden sich in der Auflistung Rundstrecken (sonstiger Belag) Rallycross-Circuits (abwechselnde Asphalt- und Schotter-Passagen), Autocross-Strecken (fast ausschließlich loser Belag wie Erde, Schotter, Sand usw.) und Rundkurse für Eisrennen (Eis). Für einige Wettbewerbe auf temporär genutzten Strecken ist der Name der Veranstaltung eingefügt, weil der befahrene Kurs selbst keinen Rennstreckennamen besaß bzw. besitzt und der Name des Rennens auch dafür verwendet wird (Beispiele: Mille Miglia, Targa Florio, Helsinki Thunder).

## Aktuelle Rundstrecken (Asphalt, Beton)

### Europa

#### Andorra
- Circuito Grandvalira Andorra, Pas de la Casa

#### Belgien
- Circuit de Chimay, Chimay
- Circuit de Spa-Francorchamps, Stavelot
- Circuit Jules Tacheny, Mettet
- Circuit Zolder, Heusden-Zolder
- Circuit de Gedinne, Gedinne

#### Dänemark
- Jyllandsringen, Silkeborg
- Padborg Park, Padborg
- Ring Djursland, Pederstrup

#### Deutschland
- Bilster Berg[1][2]
- Circuit Meppen (ehemals bekannt als Racepark Meppen, Emsland, Niedersachsen)
- Formel-E-Rennstrecke Berlin (Tempelhof), Flughafen Berlin-Tempelhof
- Frohburger Dreieck, Frohburg
- Hockenheimring, Hockenheim
- Lausitzring (ehemals bekannt als EuroSpeedway Lausitz, auch Ovalkurs), Schipkau-Klettwitz
- Motorsport Arena, Oschersleben
- Norisring (Stadtkurs), Nürnberg
- Nürburgring (siehe auch Nordschleife, Südschleife, Start-und-Ziel-Schleife), Nürburg
- Sachsenring, Hohenstein-Ernstthal
- Schleizer Dreieck, Schleiz
- Schottenring (Stadtkurs), Schotten
- Spreewaldring, Schönwald

#### Estland
- Audru Ring, Pärnu
- Linnaring (Stadtkurs), Tallinn
- Pirita-Kose-Kloostrimetsa, Tallinn

#### Finnland
- Ahveniston Moottorirata, Hämeenlinna
- Alastaro Circuit, Loimaa
- Botniaring, Jurva
- Kemora Circuit, Sillanpää
- KymiRing, Kouvola
- Motopark Raceway (Virtasalmi), Pieksänmaa
- Oulu Zone, Oulu
- Vantaa Circuit, Helsinki

#### Frankreich
- Circuit d’Albi, Albi
- Circuit d’Anneau du Rhin (Rheinring), bei Biltzheim
- Circuit de Bresse, Frontenaud
- Circuit de Charade, Clermont-Ferrand
- Circuit de Croix-en-Ternois, Croix-en-Ternois
- Circuit de Dijon-Prenois, Dijon
- Circuit de Folembray, Folembray
- Circuit de Lédenon, Lédenon
- Circuit de la Châtre, La Châtre
- Circuit de Lurcy-Lévis, Lurcy-Lévis
- Circuit de Nevers Magny-Cours, bei Nevers
- Circuit de Pau-Ville (Stadtkurs), Pau
- Circuit Pau-Arnos, Arnos
- Circuit de Reims-Gueux, bei Reims
- Circuit des Écuyers, Beuvardes
- Circuit du Mas du Clos, Saint-Avit-de-Tardes
- Circuit de Mirecourt
- Circuit du Val de Vienne, Le Vigeant
- Circuit du Var, Le Luc
- Circuit Paul Ricard, Le Castellet
- Circuit Paul Armagnac, Nogaro
- Circuit Bugatti und Circuit des 24 Heures, Le Mans

#### Griechenland
- Athens Circuit (früher Autokinetodromio Megaraon), Megara
- Aftokinitodromio Serron, Serres

#### Irland
- Mondello Park Circuit, Naas
- Phoenix Park (Stadtkurs), Dublin

#### Isle of Man
- Billown Circuit (Straßenkurs), Castletown
- Snaefell Mountain Course (Straßenkurs), Douglas

#### Italien
- Adria Raceway, Adria
- Autodromo del Levante, Binetto
- Autodromo dell’Umbria, Magione
- Autodromo di Franciacorta, Castrezzato
- Autodromo di Lombardore, Lombardore
- Autodromo di Modena, Modena
- Autodromo di Pergusa, Enna
- Autodromo Enzo e Dino Ferrari, Imola
- Autodromo Internazionale del Mugello, Scarperia
- Autodromo Nazionale Franco di Suni, Su Sassu, Mores
- Autodromo Nazionale Monza, Monza
- Autodromo Riccardo Paletti, Varano de’ Melegari
- Autodromo Valle dei Templi Agrigento, Racalmuto
- Autodromo Vallelunga, Campagnano di Roma
- Circuito di Torretta, Torretta
- Circuito Internazionale d'Abruzzo, Pescara
- Cremona Circuit (früher Circuito San Martino del Lago), San Martino del Lago
- Misano World Circuit Marco Simoncelli (früher Autodromo di Santamonica), Misano Adriatico
- Motodromo di Castelletto, Castelletto di Branduzzo
- Tazio Nuvolari Circuit, Cervesina

#### Niederlande
- Circuit Park Zandvoort, Zandvoort
- Raceway Venray (Ovalkurs), Venray
- TT Circuit Assen, Assen

#### Norwegen
- Arctic Circle Raceway, Mo i Rana
- Røssvoll Motorstadion, Mo i Rana
- Rudskogen Motorsenter, Rakkestad
- Vålerbanen, Flisa

#### Österreich
- Red Bull Ring (vormals Österreichring, zwischenzeitlich A1-Ring), Spielberg bei Knittelfeld
- Salzburgring, Plainfeld/Koppl
- Wachauring, Rundkurs/Melk

#### Polen
- Tor Kielce, Kielce
- Tor Poznań, Poznań
- Silesia Ring, Oppeln

#### Portugal
- Autódromo Internacional do Algarve, Portimão
- Circuito da Boavista (Stadtkurs), Porto
- Circuito do Estoril, Estoril
- Circuito Vasco Sameiro, Braga
- Circuito de Vila Real, Vila Real

#### Russland
- Autodrom Sankt Petersburg, Sankt Petersburg
- Igora Drive, Sosnowo
- Kasanring (KazanRing Canyon), Vysokaya Gora
- Kursk (Stadtkurs), Kursk
- Luschniki (Stadtkurs), Moskau
- Moscow Raceway, Wolokolamsk
- Moskow-Ring (ADM), Moskau
- Newa-Ring (Stadtkurs), Sankt Petersburg
- NRing Circuit, Nischni Nowgorod
- Redring, Krasnojarsk
- Smolensk-Ring, Werchnedneprowski
- Sochi Autodrom, Sotschi

#### Schweden
- Airport Race Östersund (Flugplatzkurs), Östersund
- Falkenbergs Motorbana, Falkenberg-Bergagård
- Karlskoga Motorstadion, Karlskoga
- Gotlandring, Gotland
- Göteborg City Arena (Stadtkurs), Göteborg
- Kinnekulle Ring, Götene
- Ljungbyhed Motorbanan, Ljungbyhed
- Mantorp Park, Mantorp
- Mittsverigebanan, Härnösand
- Ring Knutstorp, Kågeröd
- Scandinavian Raceway, Gislaved-Anderstorp
- Skellefteå Drive Center Arena, Skellefteå
- Sturup Raceway, Malmö-Limhamn
- Tierp Arena, Tierp

#### Slowakei
- Letisko Piešťany (Flugplatzkurs), Piešťany
- Slovakiaring, Orechová Potôň

#### Spanien
- Autódromo de Sitges-Terramar (Ovalkurs), Sant Pere de Ribes
- Circuito Lasarte, Lasarte-Oria (Straßenrundkurs)
- Circuito Ascari, Andalusien
- Circuit Alcarras, Alcarràs, Lleida
- Circuit de Catalunya, Montmeló, Barcelona
- Circuit Guadix, Guadix, Granada
- Circuit Ricardo Tormo, Valencia
- Circuit de Calafat, L’Ametlla de Mar, Barcelona
- Circuito Cartagena, Cartagena
- Circuito de Albacete, Albacete
- Circuito de Jerez, Jerez de la Frontera
- Circuito del Jarama, San Sebastián de los Reyes, Madrid
- Circuito de Madring, Madrid
- Circuito Mallorca Rennarena, Llucmajor
- Circuito Maspalomas, San Bartolomé de Tirajana, Gran Canaria
- Circuito Monteblanco, La Palma del Condado
- Circuito de Navarra, Los Arcos
- Circuito Urbano Bilbao (Stadtkurs), Bilbao
- Iberia Circuit, Almeria
- Motorland Aragón, Alcañiz
- Parcmotor Castellolí, Castellolí
- Valencia Street Circuit (Stadtkurs), Valencia
- Circuito de Kotarr, Tubilla del Lago, Provinz Burgos

#### Tschechien
- Automotodrom Brno, Brünn
- Autodrom Most, Most

#### Türkei
- İzmir Pınarbaşı, Izmir
- Istanbul Park Circuit, Istanbul

#### Ungarn
- Balaton Park Circuit, Balatonfőkajár
- Euro-Ring, Örkény
- Hungaroring, Budapest
- Pannonia-Ring, Sárvár

#### Vereinigtes Königreich
- Aberdare Park Circuit, Aberdare, Wales
- Aintree Circuit, Liverpool, Merseyside
- Anglesey Circuit, Anglesey, Wales
- Bedford Autodrome, Bedford, Bedfordshire
- Brands Hatch Circuit, Fawkham, Kent
- Cadwell Park, Louth, Lincolnshire
- Castle Combe Circuit, Castle Combe, Wiltshire
- Croft Circuit, Croft-on-Tees, Yorkshire
- Donington Park, Castle Donington, Leicestershire
- Dundrod Circuit, Dundrod, County Antrim
- Hednesford Hills Raceway (Ovalkurs), Hednesford, Staffordshire
- Knockhill Racing Circuit, Dunfermline, Schottland
- Lydden Hill Race Circuit, Canterbury, Kent
- Mallory Park (Ovalkurs), Kirkby Mallory, Leicester
- Oliver’s Mount, Scarborough (Straßenkurs), North Yorkshire
- Oulton Park Circuit, Tarporley, Cheshire
- Pembrey Circuit, Llanelli, Wales
- Rockingham Motor Speedway (auch Ovalkurs), Rockingham
- Silverstone Circuit, Silverstone, Northamptonshire
- Snetterton Motor Racing Circuit, Norfolk, East Anglia
- Tandragee, County Armagh (Straßenkurs), Nordirland
- Thruxton Circuit, Thruxton, Hampshire

#### Übriges Europa
- Autodrom Zalužani, Banja Luka, Bosnien und Herzegowina
- Automotodrom Grobnik, Rijeka, Kroatien
- Baku City Circuit (Stadtkurs), Baku, Aserbaidschan
- Biķernieki, Riga, Lettland
- Bucharest Ring (Stadtkurs), Bukarest, Rumänien
- Chaika Autodrom, Kiew, Ukraine
- Circuit de Monaco (Stadtkurs), Monte-Carlo, Monaco
- Circuit Goodyear, Colmar-Berg, Luxemburg
- City Challenge Baku (Stadtkurs), Baku, Aserbaidschan
- Dracon, Kalojanowo, Bulgarien
- Katsergiene, Kaunas, Litauen
- Rustavi International Motorpark, Rustawi, Georgien

### Afrika

#### Simbabwe
- Breedon Everard Raceway (Falls Road Circuit), Bulawayo
- Donnybrook Raceway, Harare
- Belvedere Airport Circuit, Harare
- James McNeillie Circuit, Bulawayo

#### Südafrika
- Aldo Scribante Circuit, Gqeberha
- Durban Street Circuit (Stadtkurs), Durban
- Killarney Motor Racing Circuit, Kapstadt
- Kyalami Grand Prix Circuit, Kyalami
- Midvaal Raceway, Midvaal
- Palmietfontein Circuit, Johannesburg
- Phakisa Freeway (auch Ovalkurs), Welkom
- Prince George Circuit, East London
- Roy Hesketh Circuit, Pietermaritzburg
- WesBank Raceway, Germiston
- Zwartkops Raceway, Pretoria

#### Übriges Afrika
- Autódromo de Luanda, Luanda, Angola
- Circuit de Dakar – Baobabs, Dakar, Senegal
- Circuit International Automobile Moulay el Hassan (Stadtkurs), Marrakesch, Marokko
- Tony Rust Raceway, Windhoek, Namibia

### Amerika

#### Argentinien
- Autódromo Aldea Romana (auch Autódromo Ezequiel Crisol), Bahía Blanca
- Autódromo Ciudad de La Rioja, La Rioja
- Autódromo Ciudad de Oberá, Oberá
- Autódromo Ciudad de Rafaela, Rafaela
- Autódromo Comodoro Rivadavia, Comodoro Rivadavia
- Autódromo de la Ciudad de Concordia, Concordia
- Autódromo de la Ciudad de Mar del Plata, Mar del Plata
- Autódromo de la Ciudad de Pigüé, Pigüé
- Autódromo de la Ciudad de Viedma, Viedma
- Autódromo de 9 de Julio, Nueve de Julio
- Autódromo del C.V.E. de la Ciudad de Paraná, Paraná
- Autódromo El Zonda Eduardo Copello, San Juan
- Autódromo Eusebio Marcilla, Junín
- Autódromo General San Martín, Mendoza
- Autódromo Hermanos Emiliozzi, Olavarría
- Autódromo Jorge Ángel Pena, San Martín
- Autódromo José Muñiz, Río Gallegos
- Autódromo Juan Manuel Fangio, Balcarce
- Autódromo Juan Manuel Fangio, Rosario
- Autódromo Juan y Oscar Alfredo Gálvez, Buenos Aires
- Autódromo Las Paredes, San Rafael
- Autódromo Las Parejas, Las Parejas
- Autódromo Martín Miguel de Güemes, Salta
- Autódromo Mar y Valle, Trelew
- Autódromo Oscar Cabalén, Alta Gracia/Córdoba
- Autódromo Parque Ciudad, General Roca
- Autódromo Parque Ciudad de Río Cuarto, Río Cuarto
- Autodromo Parque Provincia del Neuquén, Centenario
- Autódromo Roberto José Mouras, La Plata
- Autódromo Rosamonte, Posadas
- Autódromo Rosendo Hernández, San Luis
- Autódromo Rotonda de Mar de Ajó, Mar de Ajó
- Autódromo Santiago Yaco Guarnieri, Resistencia
- Autódromo Termas de Río Hondo, Termas de Río Hondo
- Circuito Callejero Ciudad de Buenos Aires (Stadtkurs), Buenos Aires
- Circuito callejero de Santa Fe (Stadtkurs), Santa Fe
- Circuito de Potrero de los Funes (Stadtkurs), Potrero de los Funes, San Luis
- Circuito San Juan Villicum, San Juan
- Parque de la Velocidad, San Jorge

#### Brasilien
- Autódromo de Santa Cruz do Sul, Santa Cruz do Sul
- Autódromo de Tarumã, Tarumã
- Autódromo Internacional Ayrton Senna, Goiânia, Goiás
- Autódromo Internacional Ayrton Senna, Londrina, Paraná
- Autódromo Internacional Ayrton Senna, Caruaru, Pernambuco
- Autódromo Internacional Nelson Piquet (Brasília), Brasília
- Autódromo Internacional Nelson Piquet, Jacarepagua, Rio de Janeiro
- Autódromo Internacional Orlando Moura, Campo Grande
- Autódromo José Carlos Pace, Interlagos, São Paulo
- Autódromo Internacional de Curitiba, Curitiba, Paraná
- Circuito de Rua de Ribeirão Preto (Stadtkurs), Ribeirão Preto
- Circuito dos Cristais, Curvelo
- Salvador Street Circuit (Stadtkurs), Salvador da Bahia
- Streets of São Paulo (Stadtkurs), São Paulo
- Velopark, Nova Santa Rita

#### Chile
- Autódromo Internacional de Codegua, Codegua
- Club las Vizcachas, Camino el Volcan 5669, Puente Alto, Región Metropolitana, Chile
- Autódromo Interlomas, Temuco
- Autódromo Huachalalume La Serena (auch Juvenal Jeraldo), La Serena
- La Pampilla, Coquimbo
- Pacífico Sport, San Antonio
- Autodromo Villa Olímpica, Quilpué

#### Kanada
- Area 27 Motorsports Park, Oliver, British Columbia
- Auto Clearing Motor Speedway (Ovalkurs), Saskatoon, Saskatchewan
- Autodrome Saint-Eustache (auch Ovalkurs), Saint-Eustache, Québec
- Barrie Speedway (Ovalkurs), Barrie, Ontario
- Circuit Gilles-Villeneuve (Stadtkurs), Montreal
- Circuit ICAR, Mirabel, Québec
- Circuit Trois-Rivières (Stadtkurs), Trois-Rivières
- Delaware Speedway (Ovalkurs), Delaware, Ontario
- Edmonton City Centre Airport (Flugplatzkurs), Edmonton, Alberta
- Kawartha Speedway (Ovalkurs), Fraserville, Ontario
- Le Circuit Mont-Tremblant, Saint-Jovite, Québec
- Mosport International Raceway (auch Ovalkurs), Bowmanville
- Motoplex Speedway and Event Park (SunValley Speedway, Ovalkurs), Vernon, British Columbia
- Riverside Speedway (Ovalkurs), Antigonish, Nova Scotia
- Sauble Speedway (Ovalkurs), Hepworth, Ontario
- Streets of Toronto (Stadtkurs), Toronto
- Sanair Super Speedway Motorsportzentrum, Saint-Pie

#### Kolumbien
- Autódromo Internacional de Tocancipá, Tocancipá, Cundinamarca, Kolumbien.

#### Mexiko
- Autódromo Chiapas (auch Ovalkurs), Tuxtla Gutiérrez, Chiapas
- Autódromo del Águila, Morelia, Michoacán
- Autódromo de Guadalajara, Toluquilla, Jalisco
- Autódromo de Monterrey, Apodaca, Nuevo León
- Autódromo Hermanos Rodríguez (auch Ovalkurs), Mexiko-Stadt
- Autódromo Internacional de Aguascalientes (Ovalkurs), Aguascalientes
- Autódromo Internacional de Zacatecas, Zacatecas
- Autódromo La Cantera, Chihuahua
- Autódromo Miguel E. Abed (auch Ovalkurs), Amozoc, Puebla
- Autódromo Potosino (Ovalkurs), San Luis Potosí
- Circuito Dinámico Pegaso, Toluca
- Nuevo Autódromo de Querétaro (Eco Centro) (auch Ovalkurs), Querétaro
- Parque Fundidora, Monterrey
- Tangamanga Speedway II, San Luis Potosí
- Trióvalo Bernardo Obregón (Ovalkurs), Guadalajara, Jalisco

#### Peru
- Autódromo La Chutana, Lima
- Autódromo Tacna, Tacna

#### Uruguay
- Autódromo Víctor Borrat Fabini, El Pinar
- Circuito callejero de Montevideo (Stadtkurs), Montevideo
- Circuito callejero de Piriápolis (Stadtkurs), Piriápolis
- Circuito callejero de Punta del Este (Stadtkurs), Punta del Este

#### Venezuela
- Autódromo de Ciudad Guayana, Ciudad Guayana, Venezuela
- Autódromo Internacional Pancho Pepe Croquer de Turagua, Aragua, Venezuela
- San Carlos (Rennstrecke), San Carlos, Venezuela

#### Vereinigte Staaten

##### Rundkurs
- Arizona MotorSports Park, Tucson, Arizona
- Autobahn Country Club, Joliet, Illinois
- Barber Motorsports Park, Birmingham, Alabama
- Brainerd International Raceway, Brainerd, Minnesota
- Buttonwillow Raceway Park, Buttonwillow, Kalifornien
- Carolina Motorsports Park, Kershaw, South Carolina
- Circuit of The Americas, Austin, Texas
- Eagles Canyon Raceway, Decatur, Texas
- Flatrock Motorsports Park, Rockwood, Tennessee
- Formel-1-Rennstrecke New Jersey, Weehawken/West New York, New Jersey
- Grattan Raceway, Belding, Michigan
- Hallett Motor Racing Circuit, Jennings, Oklahoma
- Heartland Park Topeka, Topeka, Kansas
- Sonoma Raceway (früher Infineon Raceway, Sears Point Raceway), Sonoma, Kalifornien
- Lime Rock Park, Lakeville, Connecticut
- Long Beach Grand Prix Circuit (Stadtkurs), Long Beach, Kalifornien
- WeatherTech Raceway Laguna Seca (früher Laguna Seca Raceway), Monterey, Kalifornien
- Mid-Ohio Sports Car Course, Lexington, Ohio
- MSR Houston, Angleton, Texas
- MotorSport Ranch, Cresson, Texas
- Nashville Street Circuit, Nashville, Tennessee
- New Jersey Motorsports Park, Millville, New Jersey
- Pacific Raceways, Kent, Washington
- Palm Beach International Raceway (früher Moroso Motorsports Park), Jupiter, Florida
- Portland International Raceway (früher Portland Raceway), Portland, Oregon
- Putnam Park Road Course, Mount Meridian, Indiana
- Raceway at Belle Isle (Stadtkurs), Detroit, Michigan
- Road America, Elkhart Lake, Wisconsin
- Road Atlanta, Braselton, Georgia
- Roebling Road Raceway, Bloomingdale, Georgia
- Sebring International Raceway, Sebring, Florida
- Streets of St. Petersburg (Stadtkurs), Saint Petersburg, Florida
- Summit Point Motorsports Park, Summit Point, West Virginia
- Thunderhill Raceway Park, Willows, Kalifornien
- Utah Motorsports Campus, Tooele, Utah
- Virginia International Raceway, Alton, Virginia
- Waterford Hills, Clarkston, Michigan
- Watkins Glen International, Watkins Glen, New York
- Willow Springs International Motorsports Park, Rosamond, Kalifornien

##### Ovalkurs – Speedway
- Atlanta Motor Speedway (früher Atlanta International Raceway, Ovalkurs), Hampton, Georgia
- Auto Club Speedway (früher California Speedway, Ovalkurs), Fontana, Kalifornien
- Charlotte Motor Speedway (früher Lowe’s Motor Speedway, Ovalkurs), Concord, North Carolina
- Chicagoland Speedway (Ovalkurs), Joliet, Illinois
- Darlington Raceway (Ovalkurs), Darlington (South Carolina), South Carolina
- Daytona International Speedway (auch Ovalkurs), Daytona Beach, Florida
- Dover International Speedway (früher Dover Downs International Speedway, Ovalkurs), Dover, Delaware
- Gateway International Raceway (auch Ovalkurs), Madison, Illinois
- Homestead-Miami Speedway (früher Metro-Dade Homestead Motorsport Complex, Ovalkurs), Homestead, Florida
- Indianapolis Motor Speedway (auch Ovalkurs), Indianapolis, Indiana
- Kansas Speedway (Ovalkurs), Kansas City, Kansas
- Kentucky Speedway (Ovalkurs), Sparta, Kentucky
- Las Vegas Motor Speedway (auch Ovalkurs), Las Vegas, Nevada
- Michigan International Speedway (früher Michigan Speedway, Ovalkurs), Brooklyn, Michigan
- Milwaukee Mile (früher Wisconsin State Fair Park Speedway, Ovalkurs), West Allis, Wisconsin
- Nashville Superspeedway (Ovalkurs), Lebanon, Tennessee
- New Hampshire Motor Speedway (früher Bryar Motorsport Park, Ovalkurs), Loudon, New Hampshire
- Phoenix International Raceway (auch Ovalkurs), Avondale, Arizona
- Pikes Peak International Raceway (auch Ovalkurs), Fountain, Colorado
- Pocono Raceway (früher Pocono International Raceway, Ovalkurs), Long Pond, Pennsylvania
- Rockingham Speedway (Ovalkurs), Rockingham, North Carolina
- Talladega Superspeedway (Ovalkurs), Talladega, Alabama
- Texas Motor Speedway (Ovalkurs), Fort Worth, Texas
- Texas World Speedway (Ovalkurs), College Station, Texas

##### Ovalkurs – Shorttrack
- Airborne Speedway (Ovalkurs), Plattsburgh, New York
- All American Speedway, Roseville, Kalifornien
- Anderson Speedway (Ovalkurs), Anderson, Indiana
- Berlin Raceway (Ovalkurs), Marne, Michigan
- Bowman Gray Stadium (Ovalkurs), Winston-Salem, North Carolina
- Bristol Motor Speedway (früher Bristol Raceway, Ovalkurs), Bristol, Tennessee
- Caraway Speedway, Asheboro, North Carolina
- Colorado National Speedway, Dacono, Colorado
- Concord Speedway, Midland, North Carolina
- Corpus Christi Motor Speedway (Ovalkurs), Corpus Christi, Texas
- Douglas County Speedway, Roseburg, Oregon
- Elko Speedway (Ovalkurs), Elko, Minnesota
- Evergreen Speedway, (Ovalkurs), Evergreen, Washington
- Fairgrounds Speedway (früher Music City Motorplex, davor Nashville Speedway USA, Ovalkurs), Nashville, Tennessee
- Flat Rock Speedway, (Ovalkurs), Flat Rock, Michigan
- Greenville-Pickens Speedway, Pickens County, South Carolina
- Gresham Motorsports Park (früher Jefco Speedway, Georgia International Speedway oder Peach State Speedway), Jefferson (Georgia), Georgia
- Hickory Motor Speedway, (Ovalkurs), Hickory, North Carolina
- Iowa Speedway (Ovalkurs), Newton, Iowa
- Irwindale Event Center, (früher Toyota Speedway at Irwindale), Irwindale, Kalifornien
- Kevin Harvick's Kern Raceway, Bakersfield, Kalifornien
- Kil-Kare Raceway (Ovalkurs), Xenia, Ohio
- La Crosse Fairgrounds Speedway, La Crosse County, Wisconsin
- Langley Speedway, Hampton, Virginia
- Lanier National Speedway, Braselton, Georgia
- Lucas Oil Raceway at Indianapolis (früher Indianapolis Raceway Park und O’Reilly Raceway Park at Indianapolis, Ovalkurs), Indianapolis, Indiana
- Madison International Speedway (Ovalkurs), Oregon, Wisconsin
- Martinsville Speedway (Ovalkurs), Martinsville, Virginia
- Memphis International Raceway (früher Memphis Motorsports Park, Ovalkurs), Millington, Tennessee
- Mobile International Speedway (Ovalkurs), Irvington, Alabama
- Montgomery Motor Speedway, Montgomery, Alabama
- Motor Mile Speedway (früher New River Valley Speedway), Dublin, Virginia
- Myrtle Beach Speedway (früher Rambi Raceway, Ovalkurs), Myrtle Beach, South Carolina
- Orange County Speedway, Orange County, North Carolina
- Orange Show Speedway, San Bernardino, Kalifornien
- Oswego Speedway, Oswego, New York
- Oxford Plains Speedway, Oxford, Maine
- Richmond International Raceway (Ovalkurs), Richmond, Virginia
- Riverhead Raceway, Riverhead, New York
- Salem Speedway (Ovalkurs), Salem, Indiana
- Sandusky Speedway (Ovalkurs), Sandusky, Ohio
- Seekonk Speedway, Seekonk, Massachusetts
- South Boston Speedway (Ovalkurs), South Boston, Virginia
- Spencer Speedway, Williamson, New York
- Spokane County Raceway, Spokane County, Washington
- Stafford Motor Speedway, Stafford Springs, Connecticut
- Thompson Speedway Motorsports Park (Ovalkurs), Thompson, Connecticut
- Thunderhill Raceway (Ovalkurs), Kyle, Texas
- Toledo Speedway (Ovalkurs), Toledo, Ohio
- Tucson Speedway, Tucson, Arizona
- Winchester Speedway (Ovalkurs), Winchester, Indiana
- Wisconsin International Raceway, Kaukauna, Wisconsin

#### Übriges Amerika
- Autódromo Aratiri, San Lorenzo, Paraguay
- Autódromo de Tocancipá, Bogotá, Kolumbien
- Autódromo El Jabalí, San Salvador, El Salvador
- Autódromo Internacional de Las Américas, Santo Domingo, Dominikanische Republik
- Autódromo La Guácima, Alajuela, Costa Rica
- Autódromo Los Volcanes (auch Autódromo Pedro Cofiño), Escuintla, Guatemala
- Autódromo Yahuarcocha, Ibarra, Ecuador
- Bushy Park Circuit, Barbados
- Dover Raceway, Saint Ann, Jamaika
- Ponce International Speedway Park, Ponce, Puerto Rico
- San Juan (Flugplatzkurs), San Juan, Puerto Rico

### Asien

#### China
- Beijing International Street Circuit (Stadtkurs), Peking
- Chengdu Goldenport Circuit (auch Chengdu Goldenport Motor Park), Chengdu
- Chengdu Tianfu International Circuit, Chengdu
- Goldenport Circuit, Peking
- Guangdong International Circuit, Zhaoqing
- Guia Circuit (Stadtkurs), Macau
- Ordos International Circuit, Ordos
- Ningbo International Circuit, Ningbo
- Shanghai International Circuit, Shanghai
- Shanghai Pudong Street Circuit, Shanghai
- Shanghai Tianma Circuit, Shanghai
- Zhejiang International Circuit, Shaoxing
- Zhuhai International Circuit, Zhuhai

#### Indien
- Irungattukottai Race Track, Sriperumbudur
- Buddh International Circuit, Delhi
- Kari Motor Speedway, Coimbatore

#### Indonesien
- Lippo Village Circuit (Stadtkurs), Tangerang
- Mandalika International Street Circuit, Lombok Tengah
- Sentul International Circuit, Bogor
- Sirkuit Gery Mang Subang, Subang
- Sirkuit Gelora Bung Tomo, Surabaya
- Sirkuit Skyland, Sekaya

#### Japan
- Asan Circuit, Higashimiyoshi
- Auto Polis International Racing Course, Hita
- Ebisu Circuit, Nihonmatsu
- Fuji Speedway, Oyama
- Hokkaido Speed Park, Kutchan
- Honda Safety & Riding Plaza Kyushu, Ōzu
- Inagawa Circuit, Inagawa
- Nakayama Circuit, Wake
- Nihonkai Maze Circuit, Nishikan-ku, Niigata
- Okayama International Circuit (früher Tanaka International Circuit Aida), Mimasaka
- Sendai Hi-Land Raceway, Sendai
- Spa Nishiura Motor Park, Gamagōri
- Sports & Safety Riding Field SPA Naoiri, Taketa
- Sportsland SUGO, Murata
- Suzuka International Racing Course, Suzuka
- Tokachi International Speedway, Sarabetsu
- Tsukuba Circuit, Tsukuba
- Twin Ring Motegi (auch Ovalkurs), Motegi

#### Malaysia
- Johor Circuit, Pasir Gudang
- Sepang International Circuit, Sepang

#### Südkorea
- Everland Raceway, Yongin-si
- Formel-E-Rennstrecke Seoul, Seoul
- Inje Speedium, Inje
- Korean International Circuit, Yeongam
- Taebaek Speedway, Taebaek

#### Thailand
- Bangsaen Street Circuit (Stadtkurs), Bang Saen
- Bira International Circuit, Pattaya
- Chang International Circuit, Buri Ram

#### Vereinigte Arabische Emirate
- Dubai Autodrome, Dubai
- Yas Marina Circuit, Abu Dhabi

#### Übriges Asien
- Bahrain International Circuit, as-Sachir, Bahrain
- Batangas Racing Circuit, Rosario, Philippinen
- Losail International Circuit, Doha, Katar
- Marina Bay Street Circuit (Stadtkurs), Singapur
- Penbay International Circuit, Donggang, Taiwan
- Reem International Circuit, Riad, Saudi-Arabien

### Ozeanien

#### Australien
- Adelaide International Raceway, Adelaide
- Adelaide Street Circuit (Stadtkurs), Adelaide
- Barbagallo Raceway, Wanneroo
- Calder Park Raceway (auch Ovalkurs), Calder Park
- Sydney Motorsport Park, Eastern Creek
- Hidden Valley Raceway, Darwin
- Lakeside, Kallangur
- Mallala Motor Sport Park, Mallala
- Melbourne Grand Prix Circuit / Albert Park Circuit (Stadtkurs), Melbourne
- Morgan Park Raceway, Warwick
- Mount Panorama Circuit, Bathurst
- One Raceway, Goulburn
- Phillip Island Circuit, Cowes, Phillip Island
- Queensland Raceway, Ipswich
- Reid Park Street Circuit (Stadtkurs), Townsville
- Sandown International Motor Raceway, Springvale
- Surfers Paradise Street Circuit (Stadtkurs), Surfers Paradise, Gold Coast
- Sydney Olympic Park Street Circuit (Stadtkurs), Homebush Bay
- Symmons Plains Raceway, Perth
- The Bend Motorsport Park, Tailem Bend
- Winton Motor Raceway, Winton

#### Neuseeland
- Hamilton Street Circuit (Stadtkurs), Hamilton
- Hampton Downs Motorsport Park, Te Kauwhata
- Manfeild Circuit Chris Amon, Feilding
- Euromarque Motorsport Park, Ruapuna
- Pukekohe Park Raceway, Pukekohe
- Taupo Motorsport Park, Taupō
- Teretonga Park, Invercargill
- Timaru International Motor Raceway (Levels), Timaru

## Aktuelle Rundstrecken (sonstiger Belag)

### Belgien
- Duivelsbergcircuit (Rallycross), Maasmechelen
- Glossocircuit (Rallycross), Arendonk

### Dänemark
- Nissenringen (Rallycross), Næstved
- Nysumbanen (Rallycross), Nysum
- Ørnedalsbanen (Rallycross), Sæby
- Ring Djursland (Rallycross), Tirstrup

### Deutschland
- Auf den Seelower Höhen, (Autocross), Seelow
- Daubornring (lizenzfreies Autocross), Hünfelden-Dauborn
- Estering (Rallycross), Buxtehude
- Ewald-Pauli-Ring (Rallycross, Autocross, Motocross), Schlüchtern-Hohenzell
- Grambeker Heidering (Autocross, Motocross und Enduro), Mölln
- Gründautalring (Rallycross, auch Autocross), Gründau-Lieblos
- Leineweberring (Gras- und Langbahnrennen), Bielefeld
- Matschenberg Offroad Arena (Autocross, auch Rallycross), Weigsdorf-Köblitz
- Motocross- und Offroadpark Dieskau (Motocross, Enduro), Dieskau
- Motorsport Arena Oschersleben (Rallycross, auch Autocross), Oschersleben
- Talkessel Teutschenthal, (Motocross), Teutschenthal
- Wendelinuspark-Rennstrecke, Motocross, St. Wendel

### Frankreich
- Circuit de Bergerac-Faux (Rallycross), Bergerac-Faux-en-Périgord
- Circuit de Chenevières (Rallycross), Lunéville
- Circuit de Grépon (Eisrennen), Chamonix
- Circuit de Kerlabo-Cohiniac (Rallycross), Cohiniac
- Circuit de Lohéac (Rallycross), Lohéac
- Circuit des Ducs (Rallycross), Essay (Orne)
- Circuit Automobile de Faleyras-Gironde (Rallycross), Faleyras
- Circuit Maurice Forget (Rallycross), Châtillon-sur-Colmont
- Circuit de l’Ouest Parisien (Rallycross), Dreux

### Norwegen
- Lyngås Motorbane (Rallycross), Tranby i Lier
- Momarken Bilbane (Rallycross), Mysen

### Österreich
- Nordring (Autocross, Rallycross, Supermoto, Minibike, Tractorpulling), Fuglau
- PS Racing Center (Rallycross), Greinbach
- Trabrennbahn Gröbming (Trabrennsport, Rollersport, Automobilsport), Gröbming
- Wachauring (Rallycross, Supermoto), Melk

### Portugal
- Eurocircuito de Lousada (Autocross, Rallycross), Lousada
- Pista Automóvel de Montalegre (Rallycross), Montalegre

### Schweden
- Högstabanan (Rallycross), Haninge
- Höljesbanan (Rallycross), Höljes
- Kalix Motorstadion (Rallycross), Kalix
- Kinnekulle Ring (Rallycross), Götene
- Piteå Motorstadion (Rallycross), Piteå
- Strängnäs Motorstadion (Rallycross), Strängnäs
- Svampabanan (Rallycross), Tomelilla
- Westombanan (Rallycross), Arvika

### Tschechien
- Autodrom Česká Lípa (Rallycross), Sosnová
- Autodrom Sedlčany (Rallycross), Sedlčany

### Vereinigtes Königreich
- Hawkstone Park (Motocross), Market Drayton, Shropshire
- Cwmythig Hill (Motocross), Rhayader, Powys, Wales
- Anglesey Circuit (Rallycross), Anglesey, Wales
- Blyton Circuit (Rallycross), Blyton, Lincolnshire
- Croft Circuit (Rallycross), Croft-on-Tees, Yorkshire
- Knockhill Racing Circuit (Rallycross), Dunfermline, Schottland
- Lydden Hill Race Circuit (Rallycross), Canterbury, Kent
- Pembrey Circuit (Rallycross), Llanelli, Wales

### Sonstiges Europa
- Circuito Bruno Mottini (Eisrennen), Livigno, Italien
- Eurocircuit (Rallycross, Motocross), Valkenswaard, Niederlande
- Laitse Krossirada (Rallycross), Laitse, Estland
- Mondello Park Circuit (Rallycross), Naas, Irland
- Nyirád Motorsport Centrum (Rallycross), Tapolca, Ungarn
- Sporta Komplekss Mūsa (Autocross, Rallycross), Bauska, Lettland
- Tor Słomczyn (Rallycross), Słomczyn, Polen
- Vilkyčiai Motorsport Komplex (Rallycross), Vilkyčiai, Litauen
- Vysokaya Gora Circuit (Autocross, Rallycross), Kasan, Tatarstan, Russland

### Rest der Welt

#### Vereinigte Staaten
- Abilene Speedway (Ovalkurs), Abilene, Texas
- Deer Creek Speedway (Lehm-Ovalkurs), Spring Valley, Minnesota
- DuQuoin State Fairgrounds (Ovalkurs), Du Quoin, Illinois
- Eldora Speedway (Ovalkurs), Rossburg, Ohio
- Illinois State Fairgrounds (Ovalkurs), Springfield, Illinois
- Indiana State Fairgrounds (Ovalkurs), Indianapolis, Indiana
- Lightning Raceway (Rallycross), New Jersey Motorsports Park, Millville, New Jersey
- Mansfield Motor Speedway (früher Mansfield Motorsports Speedway, Ovalkurs), Mansfield, Ohio
- Volusia Speedway Park (früher Volusia County Speedway), Volusia County, Florida

#### Sonstige Länder
- Vaucluse Raceway (Rallycross), Barbados

## Ehemalige Rundstrecken (Asphalt, Beton)

### Europa

#### Belgien
- Cinay
- Circuit de Bois de la Cambre, Brüssel
- Circuit de Floreffe, Floreffe
- Circuit du Heysel, Brüssel
- Circuit de Jéhonville, Bertrix
- Circuit de Winnerotte
- Nivelles-Baulers, Nivelles
- Noordzee Omloop, Oostende
- Warneton Speedway, Comines-Warneton

#### Deutschland
- Alemannenring (Stadtkurs), Singen
- Autobahnschere Chemnitz, Chemnitz
- Autobahnspinne Dresden, Dresden
- AVUS, Berlin
- Battenbergring, bei Fronhausen (Hessen)
- Bernauer Schleife, Bernau
- Deutschlandring (auch als Großdeutschlandring bekannt), Hohnstein
- Dieburger Dreiecksrennen, Dieburg
- Donauring (Stadtkurs), Ingolstadt
- Eilenriede-Rennen, Hannover
- Feldberg-Rundrennstrecke, Oberreifenberg
- Fliegerhorst Diepholz
- Fliegerhorst Erding
- Flugplatz Kassel-Calden
- Flugplatz Mainz-Finthen
- Flugplatz Speyer
- Flugplatz Wunstorf
- Flugplatz Zweibrücken
- Formel-E-Rennstrecke Berlin (Strausberger Platz), Berlin
- Grenzlandring, Wegberg
- Grillenburger Dreieck, bei Grillenburg (Tharandt)
- Halle-Saale-Schleife, Halle (Saale)
- Hamburger Stadtparkrennen, Hamburg
- Karlsruher Dreiecksrennen (auch Karlsruhe-Durlach), Karlsruhe
- Leipziger Stadtparkrennen, Leipzig
- Marienberger Dreieck, Marienberg
- Motodrom Gelsenkirchen, Gelsenkirchen-Ückendorf
- Motodrom Nettetal-Kaldenkirchen, heute Nettetal
- Opel-Rennbahn, Rüsselsheim am Main
- Regio-Ring (Flugplatzkurs), Flughafen Lahr
- Rennstrecke Dessau, Dessau
- Rostocker Osthafenkurs
- Siegerlandring (Flugplatzkurs), Flughafen Siegerland, Burbach
- Solitude, Stuttgart
- Stadtkurs St. Wendel, St. Wendel
- Nürburgring Südschleife, Eifel
- Vestlandring, Recklinghausen
- Waldparkring Mingolsheim, Bad Schönborn

#### Finnland
- Helsinki Thunder (Stadtkurs), Helsinki
- Rennstrecke von Imatra, Imatra
- Keimolan Moottoristadion, Vantaa
- Pyynikki-Rennstrecke, Tampere

#### Frankreich
- Autodrome de Linas-Montlhéry, Montlhéry
- Circuit Automobile de Cadours-Laréole, Cadours
- Circuit de Dieppe, Dieppe
- Circuit de Miramas, Marseille
- Circuit de Reims-Gueux, Reims
- Circuit des Planques, Albi
- Circuit du Comminges, Saint-Gaudens
- Circuit du Lac (Stadtkurs), Aix-les-Bains
- Dijon (Stadtkurs)
- Grand Circuit permanent de Pau, Pau
- Les Sables-d’Olonne (Stadtkurs)
- Rouen-les-Essarts, Rouen

#### Isle of Man
- Clypse Course (Straßenkurs), Onchan
- Douglas Circuit (Straßenkurs), Douglas
- Four Inch Course (Straßenkurs), Douglas
- Highroads Course (Straßenkurs), Douglas
- St. John’s Short Course (Straßenkurs), St. John’s

#### Italien
- Aerautodromo di Modena, Modena
- Autodromo di Castelfusano, Rom
- Autodromo di Morano sul Po, Casale Monferrato
- Circuito del Garda, Salò
- Circuito delle Terme di Caracalla, Rom
- Circuito della Superba, Genua
- Circuito Cittadino di Cagliari (Stadtkurs), Cagliari
- Circuito di Collemaggio, L’Aquila
- Circuito dei Parioli, Rom
- Circuito di Monte Mario (Stadtkurs), Rom
- Circuito di Montenero (Stadtkurs), Livorno
- Circuito di Ospedaletti (Stadtkurs), Ospedaletti
- Circuito di Parco della Favorita, Palermo
- Circuito di Salerno, Salerno
- Circuito di Siracusa, Syrakus
- Circuito di Valle Giulia, Rom
- Circuito Pietro Bordino (Stadtkurs), Alessandria
- Mille Miglia (Brescia–Rom–Brescia)
- Circuito di Pescara, Pescara
- Pista del Littorio, Rom
- Grande circuito delle Madonie (Targa Florio), Sizilien
- Medio circuito delle Madonie (Targa Florio), Sizilien
- Piccolo circuito delle Madonie (Targa Florio), Sizilien
- Parco del Valentino, Turin (Stadtkurs), Italien

#### Österreich
- Fliegerhorst Langenlebarn (Flugplatzkurs), (heute Fliegerhorst Brumowski)
- Flugplatzgelände Zeltweg (Flugplatzkurs)

#### Russland
- Lipezk (Stadtkurs), Lipezk
- Orjol (Stadtkurs), Orjol, Russland
- Worobjowy Gory (Stadtkurs), Moskau

#### Schweden
- Hedemora TT Circuit, Hedemora
- Råbelövsbanan, Kristianstad
- Saxtorp

#### Schweiz
- Formel-E-Rennstrecke Bern, Bern
- Formel-E-Rennstrecke Zürich, Zürich
- Bremgarten-Rundstrecke, Bern
- Circuit du Lac de Joux, Lac de Joux
- Circuit de Lignières, Lignières NE
- Circuit de Meyrin, Genf
- Circuit des Nations, Genf
- Circuit Saint-Sauveur, Lugano

#### Spanien
- Circuit de Montjuïc (Stadtkurs), Barcelona
- Circuit de Pedralbes, Barcelona
- Autódromo Nacional de Terramar-Sitges (Ovalkurs), Sitges

#### Vereinigtes Königreich
- Birmingham Superprix (Stadtkurs), Birmingham
- Brooklands, Weybridge, Surrey
- Clady Circuit, Clady, County Antrim
- Crystal Palace Circuit (Stadtkurs), London
- Goodwood Circuit, Goodwood House, Sussex

#### Sonstiges Europa
- Circuito da Boavista (Stadtkurs), Porto, Portugal
- Lånkesenteret, Stjørdal, Norwegen
- Masaryk-Ring, Brünn, Tschechien
- Népliget (Rennstrecke), Népliget, Budapest, Ungarn
- Preluk, Opatija, Kroatien
- Motorsport-Rennstrecke Findel, Findel, Luxemburg

### Rest der Welt

#### Angola
- Autódromo de Benguela, Benguela
- Nova Lisboa (Stadtkurs), Nova Lisboa

#### Australien
- Amaroo Park, Annangrove
- Catalina Park, Katoomba
- Canberra (Stadtkurs), Canberra
- Longford Circuit, Longford
- Oran Park Raceway, Narellan
- Surfers Paradise International Raceway, Gold Coast
- Warwick Farm Raceway, Warwick Farm

#### Brasilien
- Florianópolis Street Circuit (Stadtkurs), Florianópolis
- Circuito da Gávea, Gávea, Rio de Janeiro
- Circuito Urbano da Enseada do Suá (Stadtkurs), Vitória

#### Kanada
- Cayuga Speedway (Ovalkurs), Cayuga, Ontario
- Concord Pacific Place (Stadtkurs), Vancouver, British Columbia
- Westwood Motorsport Park, Coquitlam, British Columbia

#### Neuseeland
- Levin, Levin
- Wellington Street Circuit (Stadtkurs), Wellington
- Wigram Aerodrome (Flugplatzkurs), Christchurch

#### Vereinigte Staaten
- Air Base Speedway, Greenville, South Carolina
- Albany-Saratoga Speedway, Malta, New York
- Altamont Motorsports Park, Tracy, Kalifornien
- Bayfront Park (Stadtkurs), Miami, Florida
- Birmingham International Raceway, Alabama
- Cleveland Burke Lakefront Airport (Flugplatzkurs), Cleveland, Ohio
- Caesars Palace (Stadtkurs), Las Vegas
- Chicago Motor Speedway (Ovalkurs), Cicero, Illinois
- Columbia Speedway (Ovalkurs), Cayce, South Carolina
- Denver Street Circuit (Stadtkurs), Denver, Colorado
- Detroit Street Circuit (Stadtkurs), Detroit
- Fair Park (Stadtkurs), Dallas
- I-70 Speedway (Ovalkurs), Odessa, Missouri
- JAGFlo Speedway (Stadtkurs), Reliant Park, Houston, Texas
- Louisville Motor Speedway (Ovalkurs), Louisville, Kentucky
- Mesa Marin Raceway (Ovalkurs), Bakersfield, Kalifornien
- Nazareth Speedway (Ovalkurs), Nazareth, Pennsylvania
- North Wilkesboro Speedway (Ovalkurs), North Wilkesboro, North Carolina
- Ontario Motor Speedway (Ovalkurs), Ontario, Kalifornien
- Phoenix Street Circuit (Stadtkurs), Phoenix
- Portland Speedway (Ovalkurs), Portland, Oregon
- Reno Fernley Raceway, Reno, Nevada
- RFK Stadium (Stadtkurs), Washington, D.C.
- Riverside International Raceway (früher Riverside International Motor Raceway), Riverside
- Roosevelt Raceway, Westbury, New York
- San Antonio Speedway (Ovalkurs), San Antonio, Texas
- Streets of Baltimore (Stadtkurs), Baltimore, Maryland
- Streets of Denver (Pepsi Center) (Stadtkurs), Denver, Colorado
- Streets of Las Vegas (Stadtkurs), Las Vegas, Nevada
- Streets of San José (Stadtkurs), San José, Kalifornien
- Walt Disney World Speedway (Ovalkurs), Orlando, Florida

#### Übrige Staaten
- Formel-E-Rennstrecke Buenos Aires, Buenos Aires, Argentinien
- Las Vizcachas, Puente Alto, Chile
- Formel-E-Rennstrecke Santiago (Parque O’Higgins) (Stadtkurs), Santiago de Chile
- Formel-E-Rennstrecke Santiago (Parque Forestal) (Stadtkurs), Santiago de Chile
- Circuit d’Ain-Diab, Casablanca, Marokko
- Circuit d’Anfa, Casablanca, Marokko
- Beijing Street Circuit (Stadtkurs), Peking, China
- Carthage Grand Prix Circuit, Tunis, Tunesien
- Changwon International Circuit (Stadtkurs), Changwon, Südkorea (F3 Korea Super Prix)
- Embakasi, Nairobi, Kenia
- Goldfields Raceway (durch Phakisa Freeway ersetzt), Welkom, Südafrika
- Lawrence Allen Circuit, Chingola, Sambia
- Lourenço Marques Street Circuit, Maputo, Mosambik
- Autodromo della Mellaha, Tripolis, Libyen
- Mine Circuit, Mine, Japan
- Shah Alam Circuit, Shah Alam, Malaysia
- Subic International Raceway, Cubi Point, Philippinen
- Westmead Circuit, Durban, Südafrika
- Willemstad (Stadtkurs), Willemstad, Curaçao

## Ehemalige Rundstrecken (sonstiger Belag)

### Deutschland
- Aue-Ring (Rallycross), Haßbergen
- ehemaliger Feldflugplatz Kirtorf-Wahlen (Rallycross), Kirtorf
- Flugplatz Trier-Euren (Rallycross), Trier-Euren
- Nürburgring – Rallycross-Stadion Müllenbachschleife, Nürburg

### Sonstiges Europa
- Mandes Circuit (Rallycross), Ingelmunster, Belgien
- Watertorencircuit (Rallycross), Axel, Niederlande
- Scheldecircuit (Rallycross), Rilland-Bath, Niederlande
- Rallycross-Ring (Rallycross), Sankt Veit an der Glan, Österreich